# Народна площа (Задар)

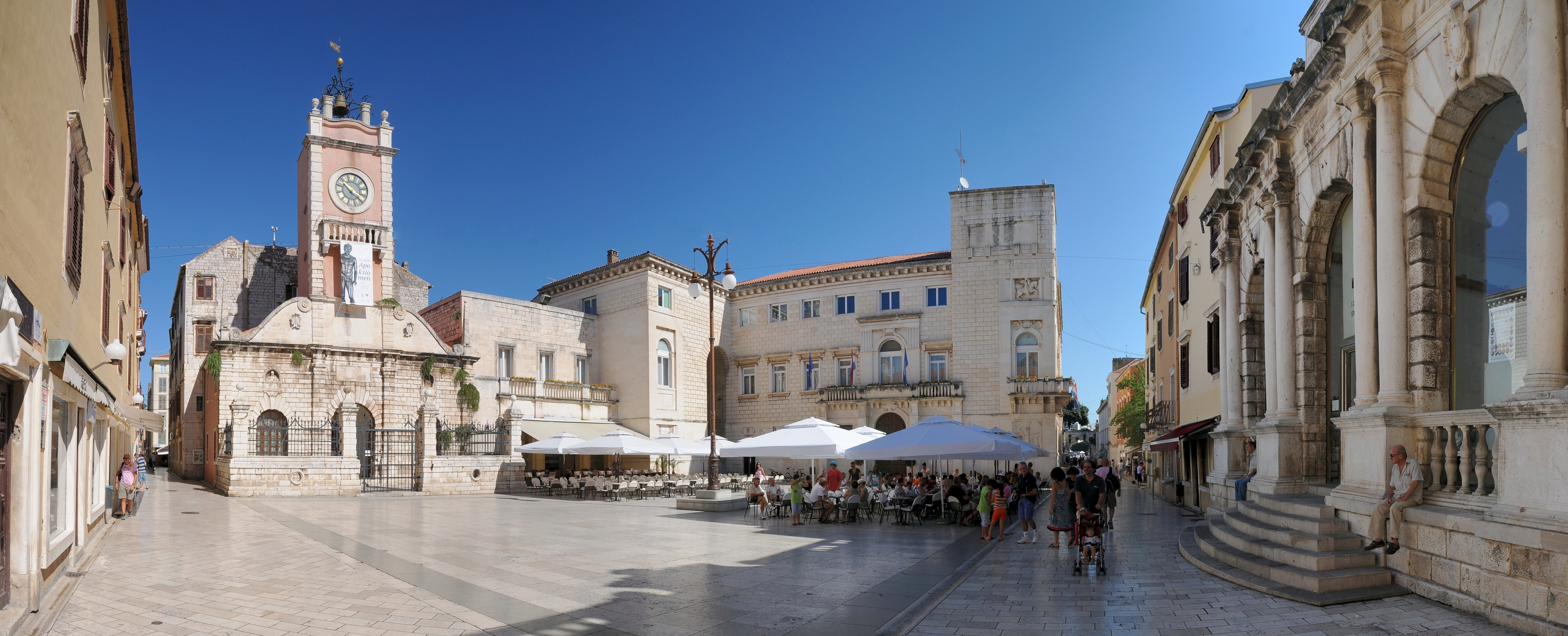
Народна площа

Наро́дна пло́ща (хорв. Narodni trg) — центральна площа у Задарі (Хорватія).
Сформована ще у Середні віки як «Велика площа» (лат. Platea magna). У XV столітті вона була вимощена цеглою, викладеною у вигляді кісток риби, і обрамлена плитами із білого каміння. З часу свого зародження була осередком громадського міського життя. Уже в цей час на площі існувала ратуша (вперше згадується ще у 1282 році) — тодішнє центральне місце, де вирішувалися питання, що мали важливе значення для функціонування міста і регулювання стосунків між населенням. Із цього місця читали звернення, тут ухвалювалися судові рішення, діяв третейський суд та укладалися угоди.
Протягом століть на площі були збудовані й інші споруди громадського призначення. Сучасний вигляд площі здебільшого визначило зведення нової будівлі мерії, збудованої у 1934 році, яка своїми габаритами, розташуванням і невідповідним архітектурним рішенням порушила гармонічні співвідношення і цінність площі, що склалися в процесах її повільного виростання.
Найстаріша споруда, що частково збереглася на площі, це церква Св. Ловро (XI століття), яку закриває кафе-ресторан Lovro. Ця церква, незважаючи на свої невеликі розміри, надзвичайно багато архітектурно розчленована. Усередині тричленного простору зведено купол. Зі свого західного боку у неї був портик, над яким здіймалася дзвіниця.
Також на площі розміщуються міська лоджія (XIII ст.—1565), палаццо Гірардіні у романському стилі.
На Народній площі, де офіційно починається головна вулиця Задара Калеларга, зустрічають баскетболістів і святкують їхні перемоги та трофеї. Тут було також влаштовано величний прийом задарському гуртові Riva після перемоги на Євробаченні 1989 року.
Під час однієї з акцій «Я люблю Хорватію», організованої Радою з туризму Хорватії, задарську Народну площу було оголошено найкрасивішою площею Хорватії.